# Pachymerinus pluripes
Pachymerinus pluripes är en mångfotingart som först beskrevs av Filippo Silvestri 1899.  Pachymerinus pluripes ingår i släktet Pachymerinus och familjen storjordkrypare. Inga underarter finns listade i Catalogue of Life.